# باتريشيا تشايلدريس
باتريشيا تشايلدريس (بالإنجليزية: Patricia Childress)‏ هي ممثلة أمريكية، ولدت في 13 أكتوبر 1971 في الولايات المتحدة.

## أعمال

### أفلام
- (1997) أفضل ما يمكن حصوله

## وصلات خارجية
- باتريشيا تشايلدريس على موقع IMDb (الإنجليزية)